# سپریم (لوئیزیانا)
سپریم (به انگلیسی: Supreme) شهری در ایالت لوئیزیانا کشور ایالات متحده آمریکا می باشد که جمعیت آن در سرشماری سال ۲۰۱۰ میلادی، ۱٬۰۵۲ نفر بوده‌است.